# Rito ambrosiano

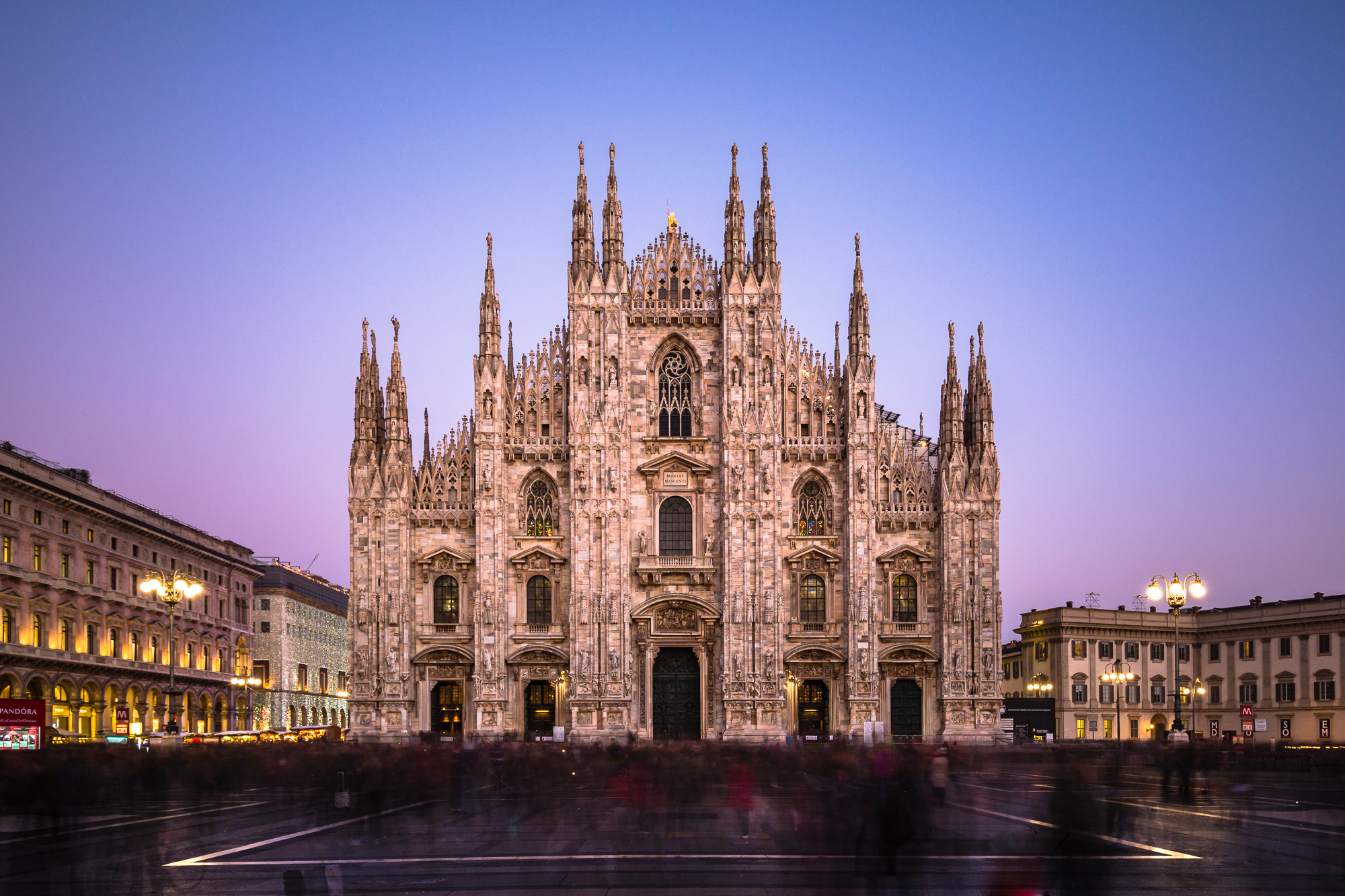
Il duomo di Milano, chiesa madre di tutti i fedeli ambrosiani.

Il rito ambrosiano è il rito liturgico ufficiale adottato dalla Chiesa latina nella maggior parte dell'arcidiocesi di Milano e in alcune zone che ne facevano precedentemente parte, che si distingue da quello utilizzato comunemente nel resto dell'Occidente, detto invece rito romano.
Esso è, a oggi, l'unico rito cattolico latino non romano a essere impiegato comunemente e quotidianamente nel suo areale storico, ed è anche l'unico a essere stato riformato secondo le prescrizioni del Concilio Vaticano II. Questa particolarità è dovuta a fattori storici, oltre che al prestigio storico di questo rito e della cattedra arcivescovile ambrosiana.
L'arcivescovo di Milano ha la qualifica di capo rito.

## Storia
Il nome del rito ambrosiano richiama alla memoria la figura di Sant'Ambrogio, che fu vescovo di Milano dal 374 al 397, ma il primo vero sviluppo del rito risale all'episcopato di Sant'Eusebio, dal 449 al 462.
Quando papa Gregorio I, alla fine del VI secolo, modificò, riordinò ed estese a tutta la Chiesa latina la liturgia romana, il rito ambrosiano riuscì a sopravvivere alla romanizzazione o soppressione delle tradizioni non romane, al pari del rito mozarabico. Per gli altri riti latini non romani, come il rito di Braga e il rito lionese, la romanizzazione fu invero talmente profonda che a oggi è contestata loro la qualifica di riti non romani, preferendo alcuni studiosi la denominazione di "usi locali del rito romano".
Dalla metà del VII secolo a tutto l'VIII secolo si ebbe un generale consolidamento dell'ordinamento liturgico ambrosiano, come testimoniato dalle fonti coeve. Il rito ambrosiano fu uno dei primi riti latini occidentali a codificarsi, e alcune sue caratteristiche sembrerebbero aver funto da guida per lo sviluppo di altre liturgie altomedioevali, in particolare per quelle appartenenti alla famiglia dei riti gallicani.
L'attestazione diretta del rito ambrosiano iniziò alla fine dell'VIII secolo, quando papa Adriano I confermò alla Chiesa ambrosiana il diritto di avere un proprio rito particolare, contrastando così la pretesa di Carlo Magno di unificare liturgicamente il Sacro Romano Impero.
La sua sopravvivenza fu a rischio allorché vennero soppressi, nelle immediatezze del concilio di Trento o negli anni successivi, gli altri riti locali (tra questi ultimi, si contava in Alta Italia il rito patriarchino, cui erano legate le vicine città di Monza e Como e i patriarcati di Aquileia, di Grado e di Venezia). Malgrado ciò l'arcidiocesi riuscì a mantenerne l'impiego: occorre tener conto che il papa, Pio IV, era milanese e che l'anima del Concilio fu l'arcivescovo di Milano San Carlo Borromeo. La legittimazione definitiva del rito ambrosiano si ebbe con la bolla pontificia Quo primum tempore, promulgata nel 1570 da papa Pio V in esecuzione dei decreti del concilio tridentino, che concesse il privilegio di mantenere il proprio ordinamento particolare a quelle Chiese locali che potessero dimostrare di aver utilizzato ininterrottamente un rito proprio da più di duecento anni al momento di proclamazione della bolla.

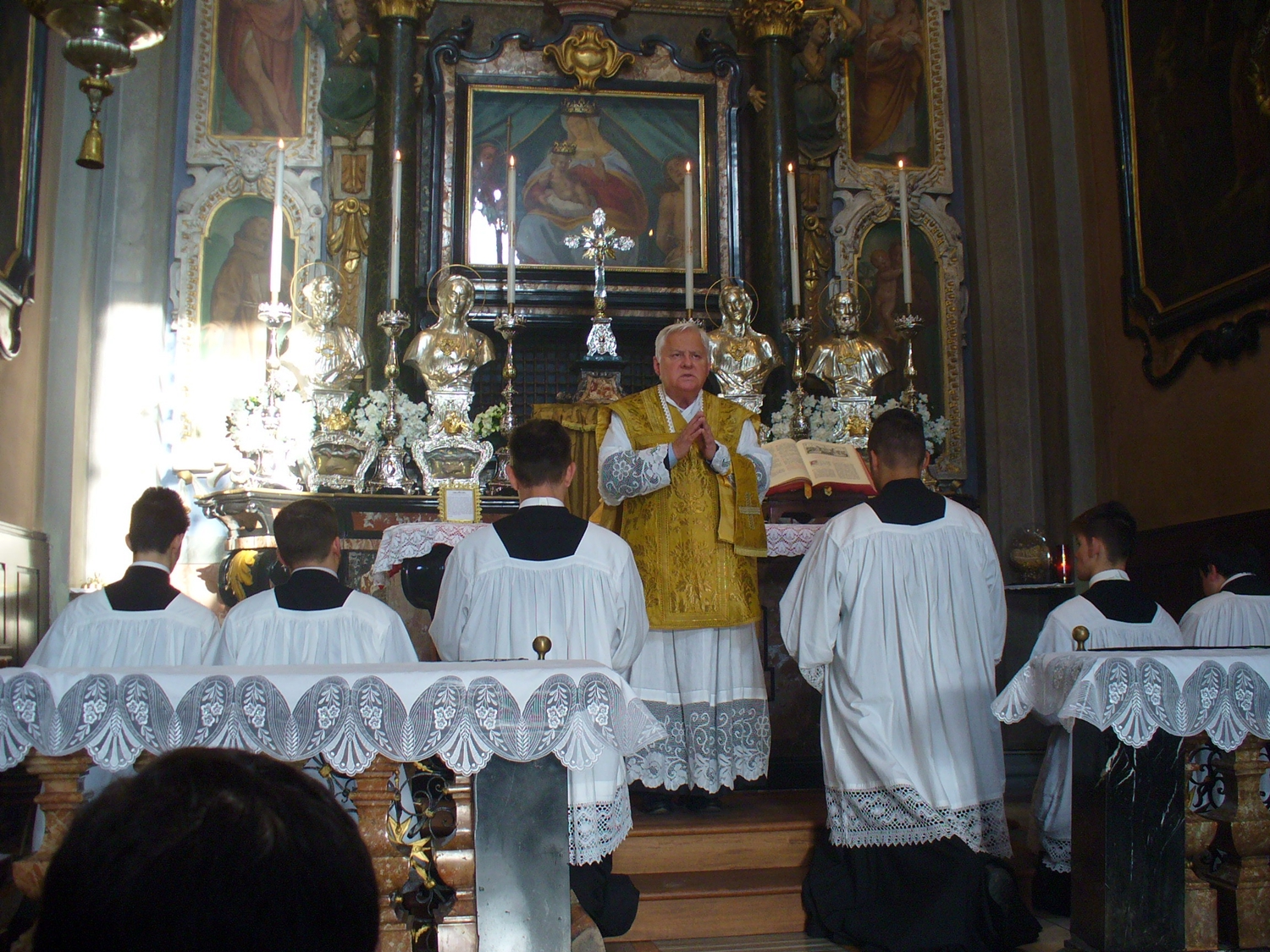
Santa messa secondo il rito ambrosiano antico, celebrata nella chiesa della Madonnina dei Ronchi a Legnano.

Il Concilio Vaticano II volle conservare con uguale diritto e onore tutti i riti legittimamente riconosciuti, prescrivendo al contempo che venissero «prudentemente riveduti in modo integrale nello spirito della sana tradizione» onde dar loro «nuovo vigore secondo le circostanze e le necessità del tempo». Attuando tale auspicio del Concilio, e incoraggiata da papa Paolo VI, già arcivescovo di Milano, l'arcidiocesi meneghina decise di riformare la tradizione liturgica ambrosiana, revisionando i suoi libri liturgici: tra il 1972 e il 1984 furono promulgati i primi libri liturgici ambrosiani rinnovati a norma dei decreti del Concilio Vaticano II, successivamente riveduti.
In ciò l'arcidiocesi rappresenta un unicum, visto che, favorita dal prestigio diocesano e dalla lunga storia e tradizione del suo rito, riuscì nell'intento di stabilire un nuovo Ordo Missae, anche in lingua volgare, mentre alle altre diocesi che pure avrebbero potuto avvalersi della possibilità di rinnovare i propri riti mancarono spesso i mezzi o la volontà per agire in tal senso. A oggi il rito ambrosiano, nella sua versione postconciliare e in lingua italiana, è seguito nella maggioranza delle chiese dell'arcidiocesi di Milano e in alcune località esterne ai confini della diocesi, ma storicamente legate a essa.
I cattolici che hanno chiesto di celebrare nella forma precedente alle riforme del Concilio Vaticano II, ottenuto il permesso dal cardinale Carlo Maria Martini nel 1984, utilizzano il rito ambrosiano antico. Il cardinale Angelo Scola, arcivescovo di Milano, ha provveduto alle necessità spirituali di questi gruppi concedendo loro, nel 2015, la chiesa di Santa Maria della Consolazione in largo Cairoli, in sostituzione della chiesa di San Rocco al Gentilino. Anche a Legnano, a Varese e a Lecco vi sono delle comunità che impiegano il rito ambrosiano antico.

## Diffusione

Diffusione del rito ambrosiano

In origine il rito ambrosiano aveva una diffusione molto vasta, su tutto il nord d'Italia fino a sud di Bologna. Nel corso della storia molte comunità, anticamente di rito ambrosiano, sono passate al rito romano.
Il rito ambrosiano è seguito nella maggior parte dell'arcidiocesi di Milano e nelle seguenti zone che non vi appartengono più, ma un tempo ne facevano parte:
- parrocchie del vicariato di Calolzio-Caprino (nei comuni di Calolziocorte, Caprino Bergamasco, Carenno, Cisano Bergamasco, Erve, Monte Marenzo, Torre de' Busi e Vercurago) e le parrocchie di Averara, Brumano, Cassiglio, Cusio, Ornica, Santa Brigida, Taleggio, Valtorta e Vedeseta (diocesi di Bergamo);
- parrocchie di Colturano e Balbiano (diocesi di Lodi);
- parrocchie dell'unità pastorale di Cannobio (Cannero Riviera; Cannobio San Vittore, Sant'Agata, San Bartolomeo Valmara, Traffiume; Cavaglio-Gurrone, Spoccia; Falmenta, Crealla; Cursolo-Orasso; Gurro; Trarego Viggiona) nella Valle Cannobina (diocesi di Novara) dove è stato ripristinato integralmente con il sinodo diocesano del 1990[12];
- pievi della Valle Capriasca, di Brissago; e delle Tre valli ambrosiane: Blenio, Riviera e Leventina (diocesi di Lugano)[12].

Nei seguenti luoghi appartenenti all'arcidiocesi di Milano è in uso il rito romano:
- decanato di Monza (in tutte le parrocchie di Brugherio, Monza e Villasanta);
- decanato di Treviglio (Canonica d'Adda, Castel Rozzone, Fara Gera d'Adda, Pontirolo Nuovo e Treviglio);
- decanato di Trezzo sull'Adda (solo nelle parrocchie di Busnago, Colnago, Concesa, Cornate d'Adda, Grezzago, Porto d'Adda, Roncello, Trezzano Rosa, Trezzo sull'Adda, Vaprio d'Adda e, fino al 2007, anche nella parrocchia di Pozzo d'Adda[13]);
- parrocchie di Civate e Varenna;
- chiese non parrocchiali officiate da congregazioni e ordini religiosi;
- Università Cattolica del Sacro Cuore di Milano.

Dal punto di vista amministrativo-civile, quindi, il rito ambrosiano è diffuso nella quasi totalità delle province di Lecco, Milano, Monza e Brianza e Varese, in buona parte della provincia di Como, in alcune zone delle province di Bergamo, Pavia e Verbano-Cusio-Ossola e in alcune zone del Canton Ticino in Svizzera.
Segue il rito ambrosiano anche il monastero delle Romite ambrosiane dell'Ordine di Sant'Ambrogio ad Nemus a Revello, in provincia di Cuneo e diocesi di Saluzzo.
Il rito ambrosiano era il rito proprio anche di altre parrocchie che però, in seguito al passaggio ad altra circoscrizione ecclesiastica, hanno mutato anche il rito:
- prevostura dei santi Vito e Modesto in Lomazzo nel 1981 e parrocchia di San Giovanni Evangelista in Montorfano nel 1982 (diocesi di Como);
- parrocchia di Riozzo nel 1978 (diocesi di Lodi)[15];
- parrocchie di Torrevecchia Pia, Vigonzone e Zibido al Lambro nel 1979 (diocesi di Pavia); il rito però venne conservato fino al 2006;
- prevostura di Frassineto Po nel 1806 (diocesi di Casale Monferrato). Qui, con decreto del 7 dicembre 1997, l'allora vescovo di Casale Monferrato Germano Zaccheo, nato a Cannobio e quindi di origine ambrosiana, ha disposto che le celebrazioni dei santi patroni Ambrogio, Giorgio e l'Assunta possano avvenire in rito ambrosiano[12][16].

Al contrario, altri territori anch'essi appartenenti un tempo alla diocesi di Milano (come ad esempio il vicariato di Verdello e la pieve di Chignolo Po), non hanno mai conosciuto il rito ambrosiano.
Anche nel monastero di Sant'Ambrogio, fondato a Praga da Carlo IV nel 1353, si celebrava in rito ambrosiano per volere del sovrano stesso e per concessione di papa Innocenzo VI.
Un residuo del rito ambrosiano è l'amministrazione del battesimo per immersione a Pescocostanzo, in provincia dell'Aquila, portato dalle maestranze edilizie lombarde.

## Caratteristiche della liturgia
Le caratteristiche della liturgia ambrosiana sono un forte cristocentrismo, derivante dalla lotta contro l'eresia ariana al tempo di Ambrogio, e una vicinanza con le liturgie orientali, prese da Ambrogio stesso come modello per la Chiesa milanese, seppur facendo sempre riferimento agli usi della Chiesa di Roma come fonte normativa.

### Celebrazione della messa
La celebrazione della messa presenta gli stessi elementi del rito romano, ma alcuni di essi sono disposti diversamente o sono leggermente differenti:
- Nei riti iniziali, l'atto penitenziale tipico della liturgia ambrosiana è la triplice invocazione Kyrie eleison (Signore pietà) senza il Christe eleison (Cristo pietà) presente nel rito romano. C'è da sottolineare che l'acclamazione Kyrie eleison viene sempre proclamata nell'originale greco e mai in italiano.
- Quando i lettori si accingono a proclamare le letture bibliche (Lettura ed Epistola, non il salmo) durante la liturgia della parola, chiedono e ricevono una benedizione dal sacerdote celebrante. Il lettore dice "Benedicimi padre" e il sacerdote, tracciando il Segno della Croce con la mano, risponde[19]:
  - "La lettura profetica ci illumini e ci giovi a salvezza", se la lettura è tratta dall'Antico Testamento;
  - "La lettura sapienziale ci illumini e ci giovi a salvezza", se è tratta dai libri sapienziali dell'Antico Testamento;
  - "La lettura apostolica ci illumini e ci giovi a salvezza", se è tratta dal Nuovo Testamento;
  - "La parola della Chiesa ci illumini e ci giovi a salvezza", se è tratta dalla biografia o dal racconto della passione del santo ricordato in quella messa;
  - "La parola di Dio ci illumini e ci giovi a salvezza", se il lettore proclama entrambe le letture bibliche;
  - "Leggi nel nome del Signore", se il lettore proclama entrambe le letture, di cui una non è tratta dalla Bibbia; quest'ultima forma breve è utilizzabile in qualsiasi caso.

Mentre nel rito romano viene benedetto soltanto il diacono che proclama il Vangelo, nel rito ambrosiano chiunque proclami la Parola di Dio durante la liturgia deve ricevere la benedizione da chi presiede la celebrazione.
- La professione di fede (il Credo) non è recitata subito dopo l'omelia come nel rito romano, ma è posticipata dopo l'offertorio[20]. Subito dopo il Vangelo (o dopo l'omelia, se questa ha luogo), si recita invece un'apposita antifona che è chiamata "dopo il Vangelo", durante la quale si prepara la mensa stendendovi il corporale e deponendovi sopra il calice, così da sottolineare, maggiormente che nel rito romano, il legame tra la liturgia della parola e la liturgia eucaristica[21].
- Nella messa di rito ambrosiano, sia che venga proclamata la preghiera dei fedeli, sia che venga omessa, la liturgia della Parola termina sempre con un'orazione del celebrante con la quale si conclude la prima parte della messa[22]; nella messa di rito romano, invece, se non viene proclamata la preghiera dei fedeli, subito dopo il Vangelo inizia l'offertorio.
- Lo scambio della pace non è immediatamente prima della Comunione, come nel rito romano, ma viene anticipato al termine della Liturgia della Parola, prima della preparazione dei doni[23]. Ciò rispecchia l'antica tradizione (che si è conservata anche nelle liturgie orientali) secondo cui si obbedisce al precetto evangelico (Mt 5,23-24[24]) che impone la riconciliazione fraterna prima di compiere l'offerta rituale sull'altare.
- A conclusione della presentazione dei doni, manca la monizione con la quale il sacerdote chiede all'assemblea di pregare, che è presente nel rito romano («Pregate, fratelli e sorelle, perché il mio e vostro sacrificio sia gradito a Dio Padre Onnipotente», a cui l'assemblea risponde «Il Signore riceva dalle tue mani questo sacrificio, a lode e gloria del suo nome, per il bene nostro e di tutta la sua Santa Chiesa»). Inoltre il lavabo è facoltativo[25]: di fatto esso viene compiuto solo nelle solennità.
- Nella messa ambrosiana il prefazio fa parte del proprio, quindi ogni celebrazione ha un suo prefazio. Per talune celebrazioni, ad esempio nelle domeniche di Quaresima, sono addirittura previsti più prefazi tra i quali il sacerdote può scegliere.
- La preghiera eucaristica I presenta delle varianti significative rispetto all'analoga del rito romano.
- Il rito ambrosiano ha due preghiere eucaristiche particolari (la V e la VI) che devono obbligatoriamente essere usate rispettivamente per la messa in cena Domini e per la Veglia Pasquale. Possono essere anche usate in altre celebrazioni: la V per le celebrazioni che hanno come tema l'eucaristia, la Passione e gli eventi sacerdotali, la VI nel tempo pasquale e nelle messe per i battezzati e quelle rituali per l'iniziazione cristiana.
- Prima del Padre nostro il sacerdote compie la frazione del pane consacrato, mentre i fedeli recitano o cantano un'apposita antifona che si chiama "allo spezzare del Pane"[26]. Nel rito romano, invece, al termine della preghiera eucaristica si recita subito il Padre nostro.
- Nella messa ambrosiana manca la triplice invocazione «Agnello di Dio, che togli i peccati del mondo, abbi pietà di noi» (Agnus Dei), durante la quale nel rito romano si compie la frazione del pane, dopo la preghiera per la pace e lo scambio di pace. Nel rito ambrosiano infatti dopo la preghiera per la pace, si passa subito alla comunione, perché lo scambio di pace è già stato fatto prima dell'offertorio e la frazione del pane (con la sua antifona) è stata compiuta prima del Padre nostro.
- Il saluto augurale, dopo la preghiera per la pace e prima della comunione, nella messa ambrosiana è diverso dal corrispondente della messa romana, e recita: «La pace e la comunione del Signore nostro Gesù Cristo siano sempre con voi»[27]. Dopo questo augurio, l'eventuale ministro straordinario della Comunione riceve la benedizione dal celebrante con le seguenti parole: «Con la benedizione del Signore distribuisci ai tuoi fratelli il Corpo di Cristo».
- Al termine della messa in rito ambrosiano, la benedizione finale è preceduta dalla triplice invocazione Kyrie eleison, e successivamente alla monizione del celebrante «andiamo in pace», l'assemblea risponde «nel nome di Cristo»,[28] anziché «rendiamo grazie a Dio» come nel rito romano.

| Momento               | Rito ambrosiano | Rito romano |
| --------------------- | --- | --- |
| Riti iniziali         | - Canto d'ingresso - Saluto del celebrante - Atto penitenziale (omesso se si è compiuto il canto dei 12 Kyrie) - Gloria (omesso in Avvento e Quaresima) | - Canto d'ingresso - Saluto del celebrante - Atto penitenziale - Kyrie eleison (omesso se utilizzato nell'atto penitenziale) - Gloria (omesso in Avvento e Quaresima) - Colletta                                      |
| Liturgia della Parola | - Orazione all'inizio dell'assemblea liturgica - Lettura (Il lettore chiede la benedizione al celebrante) - Salmo - Epistola (Il lettore chiede la benedizione al celebrante) - Acclamazione al Vangelo - Vangelo (Il diacono chiede la benedizione al celebrante) - Omelia - Canto dopo il Vangelo (si dispongono sull'altare: corporale, purificatorio e calice) - Preghiera universale - Orazione a conclusione della liturgia della parola | - 1ª lettura - Salmo responsoriale - 2ª lettura - Acclamazione al Vangelo - Vangelo (Il diacono chiede la benedizione al celebrante) - Omelia - Professione di fede - Preghiera universale (termina con un'orazione)  |
| Liturgia eucaristica  | - Scambio della pace - Presentazione delle offerte - Lavabo (facoltativo) - Professione di fede - Orazione sui doni - Prefazio e preghiera eucaristica | - Presentazione delle offerte - Lavabo - «Pregate, fratelli e sorelle, perché il mio e vostro sacrificio...» - Orazione sopra le offerte - Prefazio e preghiera eucaristica                                           |
| Riti di Comunione     | - Frazione del pane consacrato (Canto "allo spezzare del Pane") - Padre nostro - Embolismo - Preghiera per la pace - Augurio di pace («La pace e la comunione del Signore nostro Gesù Cristo siano sempre con voi») - Comunione - Orazione dopo la Comunione | - Padre nostro - Embolismo - Preghiera per la pace - Augurio di pace («La pace del Signore sia sempre con voi») - Scambio di pace - Frazione del Pane consacrato (Agnus Dei) - Comunione - Orazione dopo la Comunione |
| Riti conclusivi       | - Benedizione (preceduta da tre «Kyrie eleison») - Congedo («Andiamo in pace» «Nel nome di Cristo») | - Benedizione - Congedo («La messa è finita. Andate in pace» «Rendiamo grazie a Dio») |

### Suppellettili liturgiche
Una differenza con il rito romano riguarda la forma dell'ostensorio, che ha conservato la più antica conformazione a tempietto, mentre nel rito romano ha assunto una forma di raggiera.
L'ostensorio e la pisside sono ricoperti da conopei di colore rosso e non bianco.
Il turibolo, a differenza di quello romano, è privo del coperchio traforato e della quarta catena che serve ad aprirlo. Viene usato facendolo girare per aria, in un modo del tutto sconosciuto al rito romano che invece lo usa esclusivamente in senso antero-posteriore. Il modo di incensare ambrosiano è infatti per ductum et tractum, cioè facendo prima roteare il turibolo (ductus) e poi spingendolo in avanti (tractus) verso la persona o la realtà sacra da venerare, in modo tale che chi incensa "disegni", per così dire, la forma di una croce. Nel ductus il turibolo viene fatto ruotare in senso orario un numero variabile di volte, mentre nel tractus il turibolo viene alzato verticalmente e abbassato.
I criteri usati per l'incensazione sono:
- per il Santissimo Sacramento (durante la consacrazione o la benedizione eucaristica), le reliquie della Santa Croce, l'immagine di Gesù Crocifisso e i sacerdoti: apertura con giro antiorario, inchino, ductus et tractus ripetuto tre volte, inchino;
- per l'immagine della Madonna, dei santi o dei beati e i diaconi: apertura con giro antiorario, inchino, ductus et tractus ripetuto due volte, inchino;
- per i laici (assemblea): apertura con giro antiorario, inchino, ductus et tractus ripetuto tre volte, chiusura con giro antiorario, inchino.

L'aspersorio è fatto come un piccolo pennello e l'acqua è trattenuta dalle setole.
La croce astile viene sempre rivolta al celebrante, quindi nelle processioni il Crocifisso è volto indietro, mentre nel rito romano è volto in avanti. Alcune croci astili o croci d'altare presentano un supporto dove collocare una candela.
Alcuni sacerdoti (canonici, prevosti e vicari episcopali) hanno il diritto di portare durante le processioni la ferula, cioè un bastone sormontato da un globo e una piccola croce.

### Paramenti liturgici
In generale la foggia dei paramenti liturgici è uguale a quella romana, esistono però alcune particolarità, sebbene non sempre presenti o rispettate:
- i diaconi indossano la stola sopra la dalmatica;
- l'amitto è indossato sopra e non sotto il camice;
- il camice può essere ornato con i cosiddetti "aurifregi", cioè due strisce di tessuto, dello stesso colore dei paramenti, applicate alle estremità delle maniche e due quadrati detti grammatae, applicati uno davanti e uno dietro, nella parte inferiore del camice stesso;
- è possibile che ci sia il cappino, striscia di tessuto nei vari colori liturgici, applicata intorno al collo della dalmatica e della pianeta o casula. Anticamente il cappino era unito all'amitto, secondo l'uso tuttora vigente in alcune Chiese orientali;
- la croce pettorale (portata da vescovi, canonici, ecc..) viene indossata sopra il camice e poi estratta dallo scollo della casula o della pianeta, in modo tale da lasciare sotto i paramenti la parte posteriore del cordone che sorregge la croce.

Vi sono differenze anche negli abito del clero:
- la veste talare, abbottonata fino in fondo nel caso del rito romano, è chiusa con soli 5 bottoni nella parte superiore e poi fermata in vita da una fascia nera nel caso dei sacerdoti di rito ambrosiano;
- la berretta è leggermente più alta di quella del clero romano e il fiocco nero è presente solo sulle berrette dei prevosti (vescovi e monsignori usano la berretta romana corrispondente al proprio grado).

### Colori liturgici
Vi sono anche differenze che riguardano il colore dei paramenti:
- nel rito ambrosiano il colore per le celebrazioni del Santissimo Sacramento è il rosso, a differenza del rito romano dove il colore liturgico previsto è il bianco. Per questo motivo si utilizza il rosso alla messa in cena Domini, al Corpus Domini e nella festa del Sacro Cuore di Gesù;
- nel tempo dopo Pentecoste e dopo il martirio di San Giovanni Battista si utilizza il rosso, mentre nel corrispondente tempo ordinario romano si usa il verde;
- al posto del viola si utilizza o si dovrebbe utilizzare una particolare tonalità detta morello;
- nelle ferie quaresimali, a eccezione del sabato (non considerato feria), si può usare il nero;
- non si utilizza il colore rosaceo.

## Canto ambrosiano
Un elemento fondamentale del rito e della liturgia ambrosiana è costituito dal canto "ambrosiano". Fu Sant'Ambrogio stesso che, per la prima volta in assoluto nella liturgia della Chiesa, introdusse nel 386 l'uso di canti non derivanti dai salmi (gli unici fino ad allora cantati durante le messe). Questa sua innovazione si diffuse presto anche nelle Chiese di altro rito.
Ambrogio è stato definito il "più musicale dei Padri", in quanto ha personalmente composto testi e musiche dei suoi inni, innovando anche lo stile, grazie all'introduzione della metrica classica al posto di quella libera che era simile alla salmodia ebraica. Scelse per i suoi inni il dimetro giambico e introdusse l'antifonia, elemento fondamentale per consentire a tutta la massa di fedeli una maggiore partecipazione al rito, grazie a un canto collettivo eseguito da un'ala maschile e da un'altra ala composta da donne e bambini. Per agevolare il popolo alla declamazione, Sant'Ambrogio realizzò versetti facili da recitare ed eliminò sia il ruolo del solista sia la presenza dei vocalizzi, rendendo tutto l'insieme più armonico.
Come il canto gregoriano, anche il canto ambrosiano fu naturalmente modificato nel corso dei secoli dalla sua elaborazione da parte di Ambrogio, ma non di meno oggi lo si definisce il più antico corpus musicale occidentale. Per preservare questo patrimonio insostituibile è stato istituito il PIAMS (Pontificio istituto ambrosiano di musica sacra) consociato con il Pontificio istituto di musica sacra di Roma. Secondo una dichiarazione del sinodo diocesano del 1994, esso è il soggetto incaricato dell'educazione al canto e alla musica nell'arcidiocesi di Milano.
I testi liturgici musicali e canori ambrosiani sono contenuti nei volumi Antiphonale Missarum iuxta ritum Sanctae Ecclesiae Mediolanensis (1935) e Liber Vesperalis (1939), editi dal musicologo benedettino spagnolo Gregorio Maria Suñol.

## Riti specifici

### Canto dei 12Kyrie

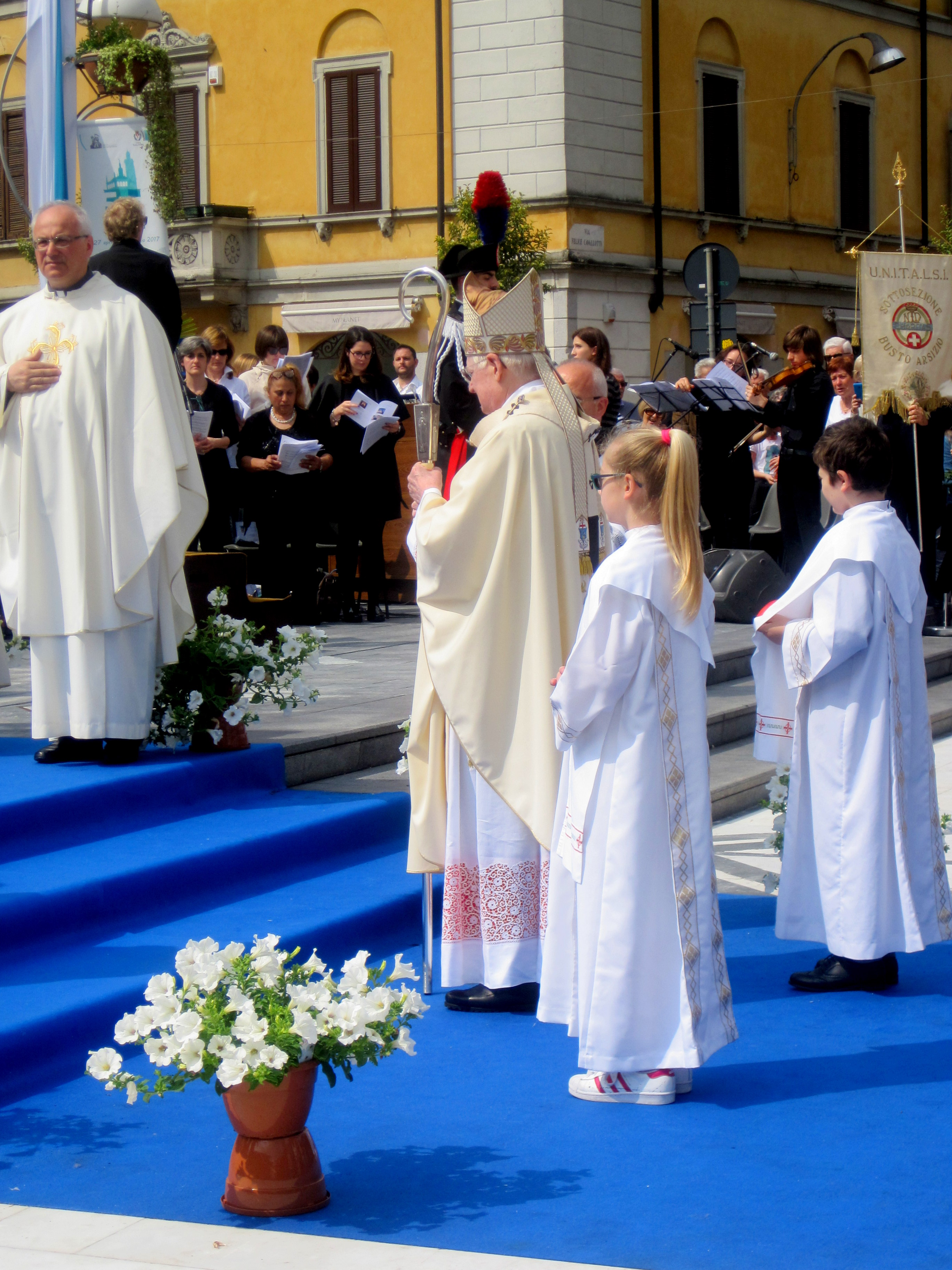
Il cardinale Angelo Scola durante il canto dei 12 Kyrie.

Quando la messa è preceduta da una processione, giunti al limite del presbiterio la processione si arresta. I ministranti, con la croce astile, i cantari ambrosiani e il turibolo, si rivolgono verso i fedeli; il clero si dispone su due file (una di fronte all'altra), al termine delle quali si pone il celebrante, in posizione centrale. A questo punto il solista e l'assemblea si alternano cantando 12 volte (6 ciascuno) Kyrie eleison a cui segue una sallenda. Durante il versetto «Gloria al Padre...», cantato al termine della sallenda, i ministranti e il clero effettuano un lungo inchino rivolto alla croce; alle parole «come era nel principio...» ne effettuano uno più corto rivolto al celebrante, quindi la processione entra in presbiterio mentre viene ripetuta la sallenda.
Il canto dei 12 Kyrie sostituisce l'atto penitenziale ed è prescritto dopo la processione con le palme e gli ulivi nella domenica delle palme e dopo la processione con le candele nella festa della presentazione del Signore al tempio.

### Messa vigiliare
Caratteristica tipica del rito ambrosiano è l'assoluta centralità della domenica, con il suo inizio dal tramonto del sole del giorno precedente. La messa vespertina del sabato, impropriamente talvolta detta prefestiva, ha il suo valore proprio e originario di messa vigiliare, ben evidenziato da un particolare rito, introdotto con l'edizione del lezionario entrato in vigore in occasione dell'Avvento 2008: all'inizio della messa, al posto dei riti penitenziali, è prevista la lettura di un brano di Vangelo che parla della Resurrezione di Gesù, tranne che in Quaresima dove vengono letti brani evangelici che preannunciano il mistero pasquale (come ad esempio la Trasfigurazione).
È anche possibile celebrare con maggior solennità l'inizio della domenica unendo i vespri alla messa vigiliare e alla lettura del vangelo vigiliare. L'inizio dei vespri è caratterizzato dal "rito della luce" o "lucernario". La processione con il celebrante entra in chiesa al buio e con i cantari spenti al fianco dell'unica lanterna accesa, che apre la processione. Giunti ai piedi del presbiterio, dopo il saluto all'assemblea, al celebrante vengono presentati i cantari e la lanterna; il celebrante provvede ad accenderli, quindi vengono accesi i ceri dell'altare, sempre dalla stessa fiamma e, secondo l'opportunità, infuso l'incenso e incensata la mensa. Il rito si conclude con l'inno.
La Messa vigiliare solenne assume dunque questa struttura:
- Rito della luce (Quoniam tu illuminas lucernam meam, Domine; Deus meus, illumina tenebras meas. Quoniam in te eripiar a tentatione; Deus meus, illumina tenebras meas. Deus… Quoniam...)
- Inno
- Responsorio
- Vangelo della Risurrezione (in Quaresima: Lettura vigiliare)
- Salmello
- Orazione
- Canto d'ingresso
- Orazione all'inizio dell'assemblea liturgica
- Lettura (tratta dall'Antico Testamento in Avvento, Quaresima e dopo Pentecoste; Epistola negli altri tempi dell'anno liturgico)
- Canto al Vangelo

La messa continua normalmente fino alla comunione, cui segue il canto del:
- Magnificat (Cantico della Beata Vergine).

Concludono la celebrazione l'Orazione dopo la comunione e la benedizione.

### Rito del faro

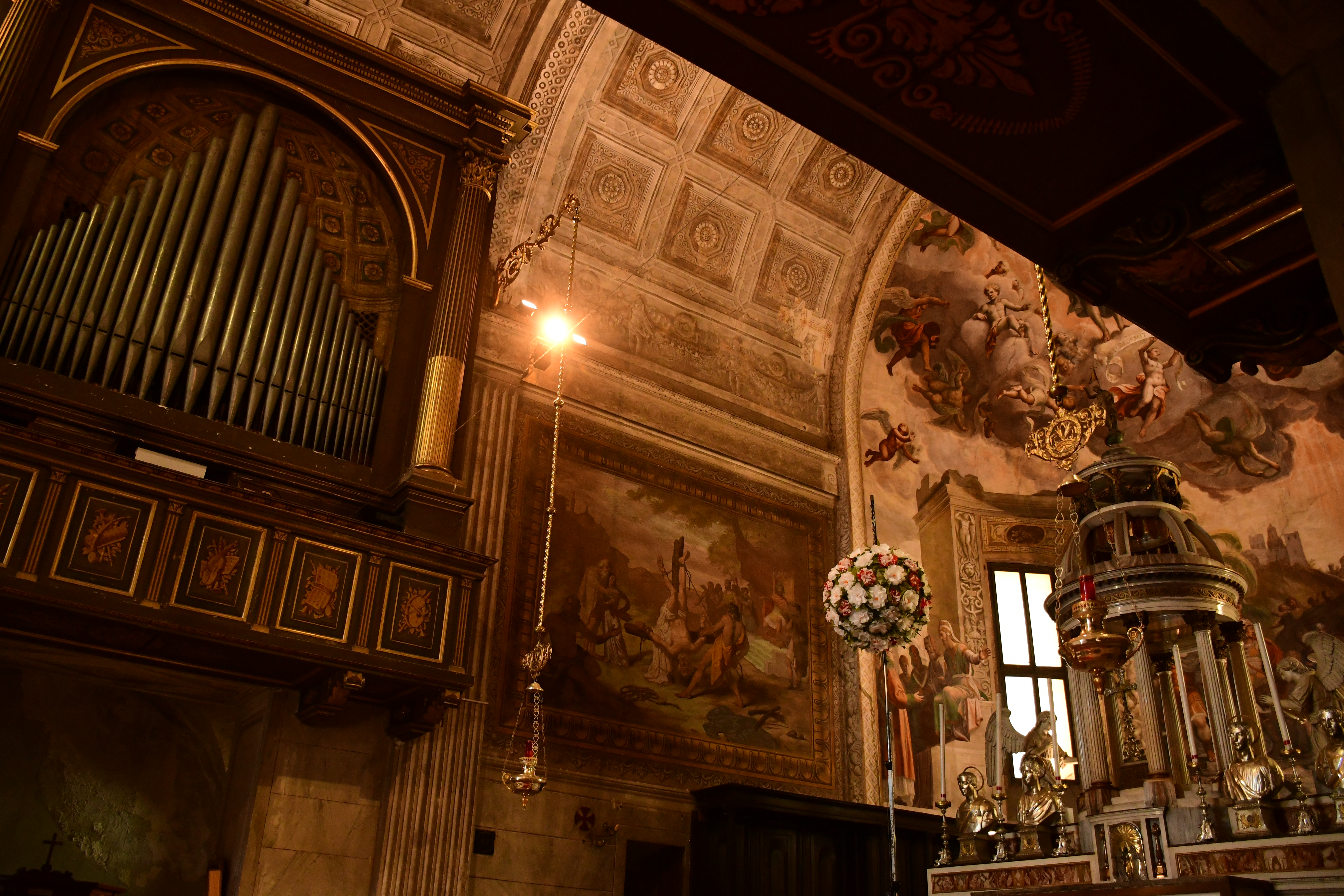
Il "pallone" da incendiare nella collegiata di Santo Stefano a Vimercate.

Tuttora in uso è il rito del "faro", la cui origine è antichissima (se ne trova traccia nel VII secolo), e celebrato ora in occasione delle feste patronali, ma solo se si tratta di un santo martire. La sua origine e significato sono incerti: un significato puramente allegorico sarebbe l'allusione al sacrificio della vita da parte del martire.
Nella forma più solenne si svolge nella seguente modalità: all'inizio della messa solenne, la processione introitale si ferma al limite del presbiterio, dove è sospeso in alto un pallone di stoppa o bambagia oppure di altro materiale combustibile, solitamente ornato con una croce, una corona e delle palme (simbolo del martirio). Dopo il canto dei 12 Kyrie e della sallenda propria con il Gloria al Padre, mentre si ripete la sallenda, il celebrante, senza nulla dire, con un'apposita verga sormontata, solitamente, da tre piccole candele incendia il pallone e sale in presbiterio. Un tempo probabilmente veniva incendiato dalla candela che era posta sulla croce astile dallo stesso ostiario che portava la croce.
In alternativa il pallone viene incendiato dopo che il celebrante ha intonato il Gloria.
Il rito del faro è celebrato nel duomo di Milano in occasione di Santa Tecla, patrona della parrocchia della cattedrale, e in molte delle parrocchie dedicate a santi martiri nel giorno della loro festa.

### Celebrazioni esequiali
Nei funerali il rito dell'aspersione e dell'incensazione del defunto è collocato all'inizio della celebrazione eucaristica al posto dell'atto penitenziale. In sostituzione della preghiera dei fedeli, invece, si cantano le litanie dei santi, seguite da quattro preghiere per il defunto e per i familiari; conclude il canto la triplice invocazione Kyrie eleison.

### Riti propri del duomo di Milano
Vi sono alcuni riti specifici che sono stati aboliti, ma di cui si può trovare traccia nelle descrizioni storiche. Ad esempio, era usanza che durante certe messe solenni (e precisamente all'Offertorio) vi fosse una corsa che partiva dai quartieri fin dentro il duomo di Milano, con un enorme cavallo di legno ornato di salsicce e doni vari. Questa usanza venne abolita da San Carlo Borromeo.
I riti descritti di seguito sono invece tutt'oggi in uso.

#### Messe pontificali dell'arcivescovo
Secondo un'antica tradizione, la chiesa cattedrale metropolitana di Milano ha conservato alcuni riti particolari, quando la messa è celebrata solennemente dall'arcivescovo.
Nelle Messe pontificali, prima che l'arcivescovo e i ministri bacino la mensa, due diaconi incensano l'altare. Un'altra particolarità è l'incensazione dell'arcivescovo prima dell'omelia, in segno di devozione profetica.

#### Processione dell'Idea
Un'altra cerimonia particolare e di origine antichissima quanto incerta, è la processione dell'Idea, che si svolge il 2 febbraio, festa della presentazione del Signore al tempio, e consiste nel portare in processione prima della messa un'icona mariana sormontata da una candela. Non si sa da che cosa derivi questa denominazione: secondo alcuni da una celebrazione della dea pagana Cibele (il cui attributo era Magna Mater Idea), secondo altri dal nome generico di "immagine".
L'immagine in questione è quella di una Madonna con bambino, una volta trasportata da due presbiteri su una lettiga con manici in forma di scala, portandola con stanghe e stando uno davanti e l'altro dietro, come si vede da un bassorilievo medievale conservato al Museo del Castello. Un tempo si svolgeva tra le chiese di Santa Maria Beltrade e Santa Maria Maggiore; oggi si svolge solo nel duomo di Milano e nella basilica di Sant'Ambrogio: la lettiga non viene più portata da presbiteri, ma da diaconi.

#### Celebrazioni del Santo Chiodo

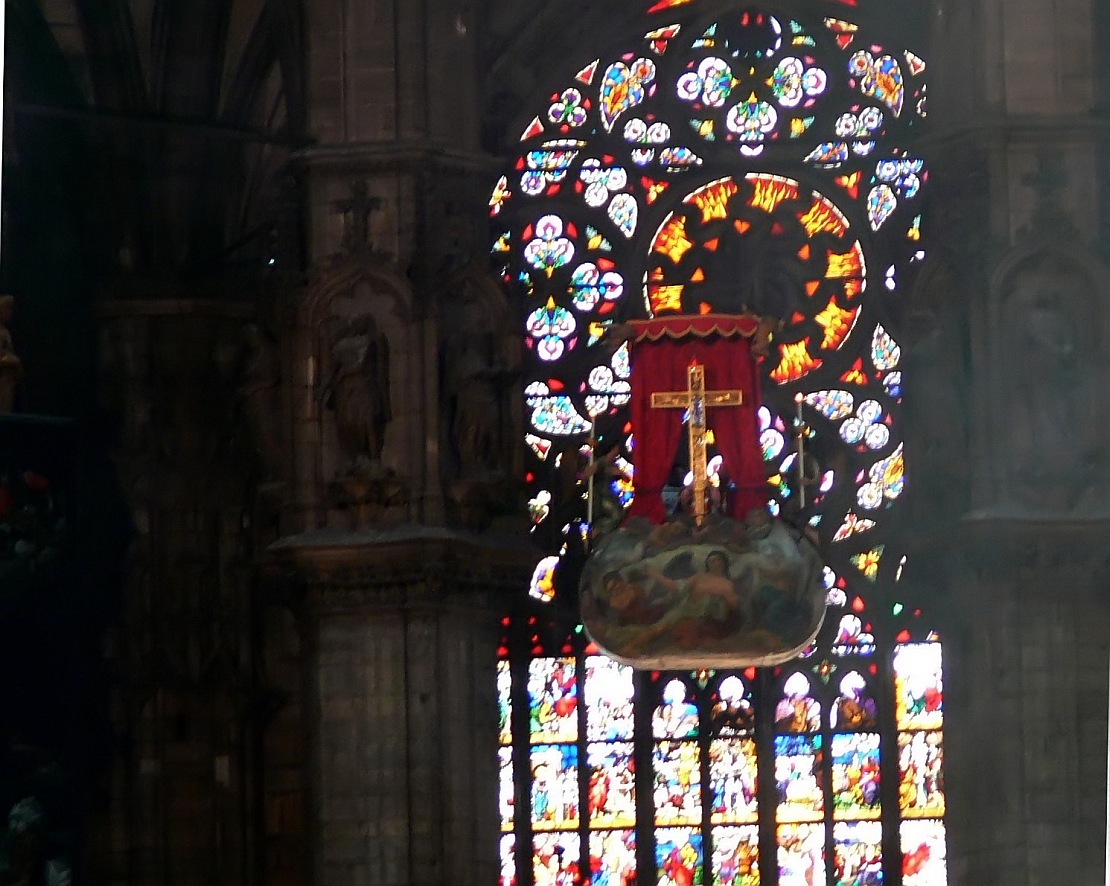
La nivola davanti alla vetrata absidale del duomo di Milano.

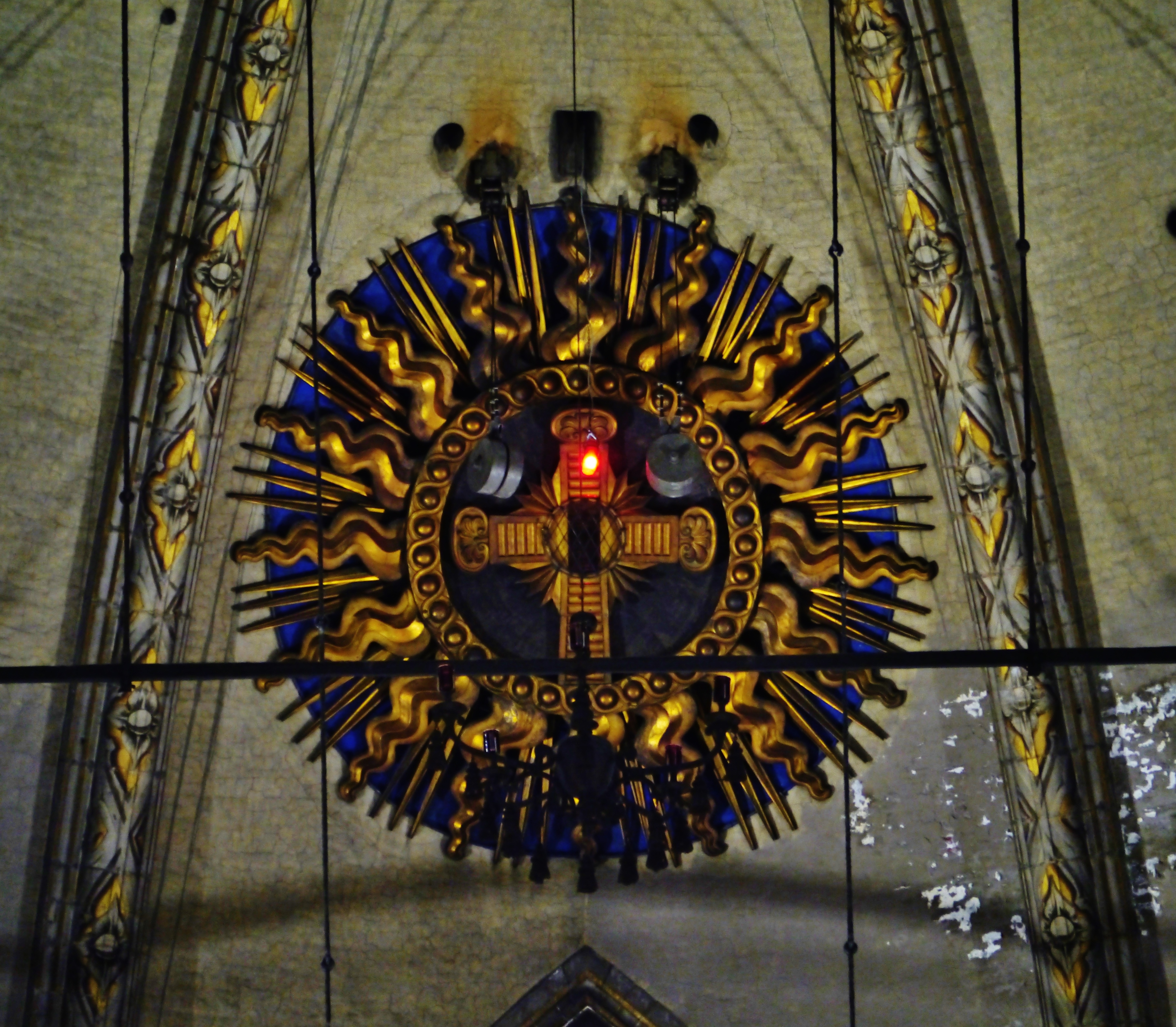
Il tabernacolo dove è custodito il Sacro Chiodo, nel catino absidale.

Nel catino absidale del duomo di Milano è conservato, in un apposito reliquiario, un morso di cavallo che la tradizione dice essere costituito da uno dei chiodi della Passione.
In occasione della festa dell'Esaltazione della Santa Croce, l'arcivescovo sale su un carro seicentesco che viene issato fino al reliquiario (a oltre 40 m di altezza rispetto al pavimento), lo porta a terra e lo espone alla venerazione dei fedeli. Alla fine, con lo stesso carro viene riportato al suo posto. Il carro è ornato con angeli e nuvole dipinte, e per questo viene chiamato nivola (cioè nuvola), da cui deriva il nome di rito della Nivola. Questo carro, che per secoli è stato issato da 24 uomini (12 a destra e 12 a sinistra), solo negli anni 1960 è stato motorizzato.
La nivola fa parte delle "macchine", o apparati presenti in modo più o meno residuale in celebrazioni in vari riti (come le macchine processionali per le statue di santi o il grande turibolo di Santiago di Compostela, il Botafumeiro).

#### Rito dellaTrasmigratio

L'antico complesso episcopale nella piazza del Duomo a Milano.

Il rito della trasmigratio, nell'antico complesso di edifici che sorgevano nell'odierna piazza del Duomo, segnava il passaggio dalla basilica maior di Santa Tecla, cattedrale estiva, alla basilica vetus di Santa Maria Maggiore, cattedrale invernale.
Dopo la demolizione dei due edifici e la costruzione del duomo di Milano, tale rito diventò un passaggio simbolico che il capitolo metropolitano compiva dall'esterno all'interno della cattedrale in occasione della domenica della dedicazione, e si mantenne fino agli inizi dei lavori di restauro del duomo negli anni 1970.
Nel 2023 il rito della trasmigratio è stato ripreso, rivisitato, in occasione della solennità della dedicazione del Duomo di Milano.
Il rito odierno ha inizio con l'arcivescovo, i canonici e un gruppo di fedeli radunati davanti al portale maggiore del duomo, chiuso. L'arcivescovo, dopo il segno della croce e il saluto liturgico, canta le parole del salmo 118, cui rispondono i fedeli presenti all'interno della cattedrale; in seguito percuote con un martelletto il portale, che viene quindi aperto. Processionalmente, al canto di una sallenda, i fedeli, i canonici e l'arcivescovo si recano all'altare maggiore, dove ha inizio il solenne pontificale.

## Calendario liturgico
Il rito ambrosiano ha un suo calendario e un suo complesso di norme che regolano le precedenze liturgiche. L'anno liturgico inizia con l'Avvento, prosegue con il "tempo di Natale" e quello "dopo l'Epifania", seguono la Quaresima, il "tempo pasquale", il "tempo dopo Pentecoste", quello "dopo il Martirio di san Giovanni Battista" e quello "dopo la Dedicazione".
Con la riforma del lezionario del 2008, le solennità dell'Ascensione e del Corpus Domini sono state ricollocate nel giorno loro proprio: l'Ascensione quaranta giorni dopo la Pasqua e il Corpus Domini il giovedì della II settimana dopo Pentecoste. Viene concessa la possibilità, per ragioni pastorali, di celebrare queste due solennità anche la domenica successiva, come avviene nel resto d'Italia dal 1977.

### Tempo di Avvento
Particolarità del tempo di Avvento, dedicato alla preparazione del Natale, è la sua lunghezza di sei settimane anziché quattro come nel rito romano. Inizia la prima domenica dopo il giorno di San Martino (11 novembre) e prevede sempre sei domeniche (quando il 24 dicembre cade di domenica, è prevista la celebrazione di una domenica "Prenatalizia"). Gli ultimi giorni dell'Avvento sono detti "ferie dell'Accolto" (feriae de Exceptato) e costituiscono la novena di Natale.
Nel rito ambrosiano è previsto il colore morello (un colore simile al viola), tranne nell'ultima domenica (detta "dell'Incarnazione") nella quale si usa il bianco.
Ogni domenica prende il nome dal brano evangelico proclamato durante la messa:
1. domenica della venuta del Signore
2. domenica dei figli del regno
3. domenica delle profezie adempiute
4. domenica dell'ingresso del Messia
5. domenica del precursore
6. domenica dell'Incarnazione

### Tempo di Quaresima
Una delle peculiarità di questo rito, con profili non soltanto strettamente religiosi, è l'inizio della Quaresima, che non parte dal mercoledì delle ceneri, ma dalla domenica immediatamente successiva. Ciò dà luogo (ad esempio in Canton Ticino, a Tesserete e Biasca) alla distinzione tra carnevale "nuovo" (quello romano) che termina con il martedì grasso e carnevale "vecchio" (quello ambrosiano) che si conclude, invece, il sabato seguente.
La differenza tra il carnevale ambrosiano e quello del resto del mondo è dovuto proprio al diverso modo di calcolare le date di inizio e fine della Quaresima:
- il rito ambrosiano intende la Quaresima come un periodo di penitenza, ma non di stretto digiuno, in preparazione al Triduo pasquale. Pertanto contando quaranta giorni a ritroso dal giovedì santo, si arriva alla prima domenica di Quaresima: dunque i quaranta giorni di penitenza iniziano alla sesta domenica prima di Pasqua. Questo era il computo originale della Quaresima in tutti i riti.
- il rito romano invece, all'idea di quaranta giorni di penitenza, sostituì nel Medioevo quella dei quaranta giorni effettivi di digiuno in preparazione alla domenica di Pasqua. Partendo quindi dal sabato santo e contando quaranta giorni a ritroso, saltando però le domeniche, in cui non si digiunava, si giunge esattamente al mercoledì precedente la prima domenica di Quaresima, che divenne il mercoledì delle ceneri.

Vi sono differenze anche nella concezione dei venerdì di Quaresima: per il rito ambrosiano, infatti, il venerdì è feria aneucaristica, durante la quale non possono essere celebrate messe, per vivere in modo radicale la privazione da Cristo, come avviene nel Sabato Autentico, per accoglierLo pienamente con la Pasqua. Nelle altre feriae di Quaresima, quindi tutti i giorni tranne la domenica e il sabato (considerato semi-festivo in rispetto della prescrizione mosaica e come preparazione alla domenica), l'aspetto penitenziale è espresso dalla colorazione (facoltativa) nera dei paramenti anziché viola o morello. Nelle domeniche invece, come da tradizione ambrosiana, è sottolineato il percorso battesimale, che portava un tempo e può tuttora portare i catecumeni a prepararsi al battesimo nel giorno di Pasqua, e che guida i fedeli battezzati a riscoprire il significato di questo sacramento.
Ogni domenica, eccetto la prima, prende il nome dal brano evangelico proclamato durante la messa:
1. domenica all'inizio della Quaresima
2. domenica della Samaritana
3. domenica di Abramo
4. domenica del Cieco
5. domenica di Lazzaro
6. domenica delle Palme

### Settimana Autentica e Triduo pasquale
La Settimana Santa è chiamata "Settimana Autentica" (Hebdomada Authentica), in quanto vi si celebrano gli eventi centrali della storia cristiana. I riti del Triduo pasquale presentano alcune differenze da quelli del rito romano.
Il testo dell'Exsultet ambrosiano è differente dal corrispondente testo romano.

## Libri liturgici

### Messale
Come il messale romano, contiene tutte le parti fisse e variabili della messa eccettuate le letture.
La prima edizione del messale ambrosiano dopo il Concilio Vaticano II è stata promulgata dal cardinale Giovanni Colombo nel 1976, e rivista nel 1990, durante l'episcopato del cardinale Carlo Maria Martini.
Il 29 novembre 2020 è entrato in uso il cosiddetto "Rito della Messa per le comunità di rito ambrosiano"; questo volume, pubblicato in attesa della nuova edizione del messale ambrosiano, contiene i cambiamenti introdotti nell'ordinario della messa dalla traduzione italiana della terza edizione del messale romano.
Il 28 marzo 2024 l'arcivescovo Mario Delpini ha promulgato la seconda edizione del messale, in vigore dal 17 novembre dello stesso anno.

### Lezionario
Dopo un periodo transitorio, durato dalla riforma liturgica postconciliare, caratterizzato dall'utilizzo del lezionario romano e integrato da un volume ambrosiano utilizzato in alcuni periodi dell'anno liturgico, dal 16 novembre 2008 (I domenica di Avvento) è entrato in vigore il nuovo lezionario.
Nel nuovo lezionario sono state mantenute le letture proprie dei tempi forti (Avvento, Natale, Quaresima, Settimana Santa, Pasqua) e recuperate altre letture tradizionalmente proclamate nel resto dell'anno. Accanto a questo recupero, secondo le indicazioni conciliari, sono state affiancate altre letture creando così, come nel rito romano, un ciclo triennale nelle domeniche e biennale nelle ferie.
È organizzato in tre libri:
- Libro I - Mistero dell'Incarnazione; comprende le letture dell'Avvento, del periodo natalizio e del tempo dopo l'Epifania.
- Libro II - Mistero della Pasqua; contiene le letture della Quaresima, della Settimana Santa e del tempo pasquale fino a Pentecoste.
- Libro III - Mistero della Pentecoste; usato dal lunedì dopo la Pentecoste fino al sabato precedente alla I domenica di Avvento, è diviso a sua volta in 3 sezioni:
  - da dopo Pentecoste al martirio di San Giovanni il Precursore (29 agosto);
  - da dopo il Martirio fino alla solennità della dedicazione del Duomo di Milano (III domenica di ottobre);
  - da dopo la dedicazione fino alla I domenica di Avvento.

Ciascun "Libro" è suddiviso in un volume festivo articolato in un ciclo triennale (A-B-C) e uno feriale che segue un ciclo biennale (I per gli anni dispari, II per i pari).
Dal 14 novembre 2010 (I domenica di Avvento) entra in vigore anche il volume per le celebrazioni dei Santi. Inoltre da tale data hanno adottato il nuovo lezionario anche le parrocchie di rito ambrosiano appartenenti alla diocesi di Bergamo.
Tale versione del lezionario ha incontrato alcune perplessità, in particolare di tipo teologico-liturgico, da parte di alcuni prelati, il più autorevole dei quali è stato il cardinale Giacomo Biffi, arcivescovo emerito di Bologna, profondo conoscitore della liturgia ambrosiana in quanto proveniente dal clero di Milano. Le perplessità del cardinale Biffi sono state confutate dalla Congregazione del rito ambrosiano, per voce del professor Cesare Alzati.

### Evangeliario
Il nuovo evangeliario ambrosiano è stato promulgato dal cardinale Dionigi Tettamanzi l'11 giugno 2011 e si aggiunge come ultimo dei volumi di cui è costituito il lezionario ambrosiano. L'evangeliario ambrosiano è rilegato da una copertina esterna e corredato all'interno da 73 tavole a supporto del testo realizzate da sei artisti contemporanei; il cardinale Tettamanzi ha donato l'edizione originale al duomo di Milano, mentre altre copie alle parrocchie.

### Liturgia delle ore
La liturgia delle ore è pubblicata secondo il rito ambrosiano in 5 volumi distribuiti lungo l'anno liturgico; esistono anche edizioni ridotte in un solo volume (Diurna Laus). La struttura di lodi e vespri è piuttosto diversa da quella del rito romano.
Lodi
1. O Dio, vieni a salvarmi. Signore, vieni presto in mio aiuto
Gloria al Padre...
Alleluia;
2. Cantico di Zaccaria con antifona finale;
3. Prima orazione;
4. Tre salmi;
5. Seconda orazione;
6. Inno;
7. Acclamazioni;
8. Conclusione.

Ora media (terza, sesta, nona)
1. O Dio, vieni a salvarmi. Signore, vieni presto in mio aiuto
Gloria al Padre...
Alleluia;
2. Inno;
3. Tre salmi;
4. Orazione;
5. Conclusione.

Vespri
1. Il Signore sia con voi. E con il tuo spirito.
2. Rito della luce;
3. Inno;
4. Due salmi;
5. Prima orazione;
6. Magnificat (seguito da tre Kyrie eleison);
7. Seconda orazione;
8. Commemorazione del battesimo (assente nel rito romano);
9. Orazione;
10. Intercessioni;
11. Conclusione.

Compieta
1. Convertici, Dio, nostra salvezza. E placa il tuo sdegno verso di noi.
O Dio, vieni a salvarmi. Signore, vieni presto in mio aiuto
Gloria al Padre...
Alleluia;
2. Inno;
3. Salmo;
4. Lettura breve;
5. Responsorio breve;
6. Cantico di Simeone;
7. Orazione;
8. Antifona alla Beata Vergine (nel rito romano cantata a conclusione della preghiera, dopo il saluto finale);
9. Esame di coscienza;
10. Conclusione:
Dormiamo in pace. Vegliamo in Cristo.

### Rituali
Nel rito ambrosiano sono stati pubblicati i seguenti rituali:
- Comunione e culto eucaristico fuori della messa
- Sacramenti per gli infermi
- Rito del matrimonio
- Rito delle esequie

Per le altre celebrazioni si usano i rituali romani fino alla pubblicazione dei rituali ambrosiani.

## Suono delle campane
Un tipico suono delle campane (peraltro non esclusivo del rito ambrosiano, ma diffuso anche in molte parti dell'Italia settentrionale a causa del forte influsso esercitato dalla tradizione dell'arcidiocesi di Milano) dipende dal tipo di struttura su cui sono montate le campane e dalla cosiddetta "inceppatura". Questo genere d'inceppatura è tipico della Lombardia, della Liguria, della maggior parte del Piemonte, di parte del Veneto e di parte dell'Emilia-Romagna.
Una volta messe in movimento, le campane possono suonare "a distesa" (senza sequenza) per semplice oscillazione di pochi gradi rispetto al loro asse, oppure "a concerto" (seguendo una serie precisa di "sganci").
Su appositi supporti dell'"incastellatura", su cui è collocata ogni singola campana, si trova una balestra che ha la funzione di far arrestare la campana stessa una volta che questa ha compiuto la sua rotazione; detta balestra serve anche a favorire (col suo molleggio) lo sgancio successivo. L'arresto e sosta "in piedi" della campana sono possibili grazie a una piccola staffa posta sulla ruota, la quale staffa va appunto a scontrarsi con la balestra. Per eseguire il concerto solenne occorre portare le campane in posizione ribaltata di 180° rispetto alla posizione di fermo. Una volta raggiunta tale posizione di stallo, detta "a bicchiere" o "in piedi" (bocca in alto e contrappeso in basso), le campane, sganciate una alla volta o a coppie (eseguendo in questo secondo caso un accordo), si ribaltano (a questo punto di circa 360°) emettendo un rintocco ogni volta in cui il battacchio cade su uno dei due bordi, sempre inferiore, della campana, mentre essa gira: a ogni giro vi sono quindi due rintocchi, uno allo sgancio e uno al ritorno verso la posizione di stallo.
Calcolando il tempo che ogni campana impiega per compiere detta rotazione, è possibile comporre determinate successioni di suoni, con la possibilità di ottenere particolari concerti.